# Ратча (Новгородська область)
Ратча (рос. Ратча) — присілок в Старорусському районі Новгородської області Російської Федерації.
Населення становить 11 осіб. Входить до складу муніципального утворення Новосельське сільське поселення.

## Історія
Від 2004 року входить до складу муніципального утворення Новосельське сільське поселення.

## Населення
| 2010 | 2011 |
| ---- | ---- |
| 10   | ↗11  |